# Ceropegia thwaitesii
Ceropegia thwaitesii ist eine Pflanzenart aus der Unterfamilie der Seidenpflanzengewächse (Asclepiadoideae). Sie ist in Südindien und Sri Lanka beheimatet.

## Merkmale

### Vegetative Merkmale
Ceropegia thwaitesii ist eine ausdauernde aufrecht wachsende Pflanze mit einem knolligen Wurzelstock. Die mäßig verzweigten, kahlen, kletternden Triebe werden 60 bis 90 Zentimeter lang. Die häutigen, kahlen Blätter sind gegenständig und gestielt, die drehrunden Stiele können bis etwa 2,5 Zentimeter lang sein. Die Form der Blattspreite variiert von eiförmig bis eiförmig-lanzenförmig. Sie messen 7,6 bis 10,2 cm (3 bis 4 inches) in der Länge und 3,8 bis 5,1 cm (1,5 bis 2 inches) in der Breite. Die Ränder können mit Zilien besetzt sein. Die Blattnervatur ist an der Unterseite der Blattspreite deutlicher als auf der Oberseite ausgebildet. Die Unterseite ist blasser. Junge Triebe und Blätter können leicht rötlich überlaufen sein.

### Blütenstand und Blüten
Der Blütenstand ist eine doldenförmige, drei- bis fünfblütige Zyme, die den Blattachseln entspringt; der Blütenstandsstiel wird bis 2,5 Zentimeter lang. Die zwittrigen Blüten sind zygomorph und fünfzählig mit einer doppelten Blütenhülle. Die fünf an ihrer Basis verwachsenen, pfriemlichen Kelchblätter reichen bis etwa zur Hälfte der Länge des Kronkessels. Die fünf Kronblätter sind zu einer bis oder gelegentlich auch über 5 Zentimeter (24 bis 40 mm, bis 2,5 inches = 6,35 cm) hohen, gekrümmten Krone verwachsen. Die Basis („Kessel“) ist kugelig bis verkehrt eiförmig aufgeblasen, misst 10 bis 15 Millimeter in der Länge und 8 bis 16 im Durchmesser. Oberhalb des „Kessels“ verjüngt sich die Kronröhre stark und ist röhrenartig ausgezogen. Der kleinste Durchmesser der Röhre befindet sich etwa in der Mitte der Blüten. Das obere Ende ist kelchartig verbreitert. Sie ist mit dunkelroten Flecken gesprenkelt. Die Kronblattzipfel sind vergleichsweise lang und nehmen etwa ein Drittel der Gesamtlänge der Blüte ein. Die aufrechten, länglich-eiförmigen, stumpf endenden und kahlen Lamina der Kronblattzipfel sind entlang ihrer Längsachse nach außen umgebogen, und die Enden sind miteinander verwachsen. Sie bilden einen an fünf Stellen durchbrochenen Konus (oder eine „Fensterblüte“). Ein dunkelbraunes bis fast dunkelpurpurnes Band zieht sich oberhalb der Mitte quer über den Konus. Unterhalb des Bandes ist der Konus gelblich, die Enden der Kronblattzipfel sind grünlich. Die Nebenkrone ist becherförmig. Die interstaminale (oder äußere) Nebenkrone besteht aus fünf aufrechten, mittig tief eingeschnittenen, pfriemlichen Zipfeln, die an den Rändern dicht mit Zilien besetzt sind. Die staminale (oder innere) Nebenkrone weist fünf aufrechte, linealisch-spatelförmige, kahle Zipfel auf, die doppelt so lang wie in die inneren Zipfel sind.

### Früchte und Samen
Die Balgfrüchte sind 20 bis 25 cm (8 bis 9 inches, 10 inches) lang. Die Samen messen knapp 1,3 cm („½ inch“).

## Geographische Verbreitung
Die Art kommt im südindischen Bundesstaat Tamil Nadu in den Nilgiri-Bergen und den Pulney-Bergen und in Sri Lanka (Zentralprovinz). In Südindien wächst sie im Bergland auf Lichtungen im immergrünen, breitblättrigen Regenwald (Shola) („Pambar shola“ entlang des Flusses Pambar in Tamil Nadu); die Fundorte liegen zwischen 1300 m und 2100 m über dem Meeresspiegel.

## Fundumstände und Geschichte der Beschreibung
Die Samen, aus denen sich später die beschriebene Pflanze entwickelte, wurden an einer nicht genannten Lokalität in Sri Lanka von einem Mr. Thwaites 1851 gesammelt und nach England an die Royal Botanic Gardens in Kew geschickt und dort ausgesät. Die Pflanze blühte dort im September 1853. William Jackson Hooker beschrieb sie 1854 als neue Art im Curtis’s Botanical Magazine, Band 80, Taf. 4758 (Tafel + zwei nichtnummerierte Textseiten) und benannte sie zu Ehren des Sammlers der Samen George Henry Kendrick Thwaites, der später die Enumeratio plantarum Zeylaniae verfasste.
1906 beschrieb Nicholas Edward Hooker im Gardener' Chronicle eine zufällig im Treibhaus entstandene Hybride zwischen Ceropegia thwaitesii und Ceropegia sandersonii.

## Gefährdung
Aufgrund ihrer sehr engen ökologischen Nische ist die Art durch Habitatzerstörung stark bedroht. Indischen Wissenschaftlern gelang 2012 die In-vitro-Vermehrung der Art, was für weitere Untersuchungen der Art wichtig sein kann.

## Medizinische Bedeutung
Viele Arten der Gattung Ceropegia produzieren medizinisch interessante Substanzen. Indische Wissenschaftler nutzten Blattextrakte der Art für die pflanzlich vermittelte Synthetisierung von Silbernanopartikeln (AgNP). Die synthetisierten AgNP waren rundlich mit einem Durchmesser von etwa 100 nm. An die AgNP angeheftet waren sekundäre Amine und Vinyl-ähnliche Gruppen. Die pflanzlich-vermittelten synthetisierten AgNP zeigten eine wirksame antimikrobielle Wirksamkeit gegen Salmonellen und Bacillus subtilis.

## Belege